# Vintage (enologia)

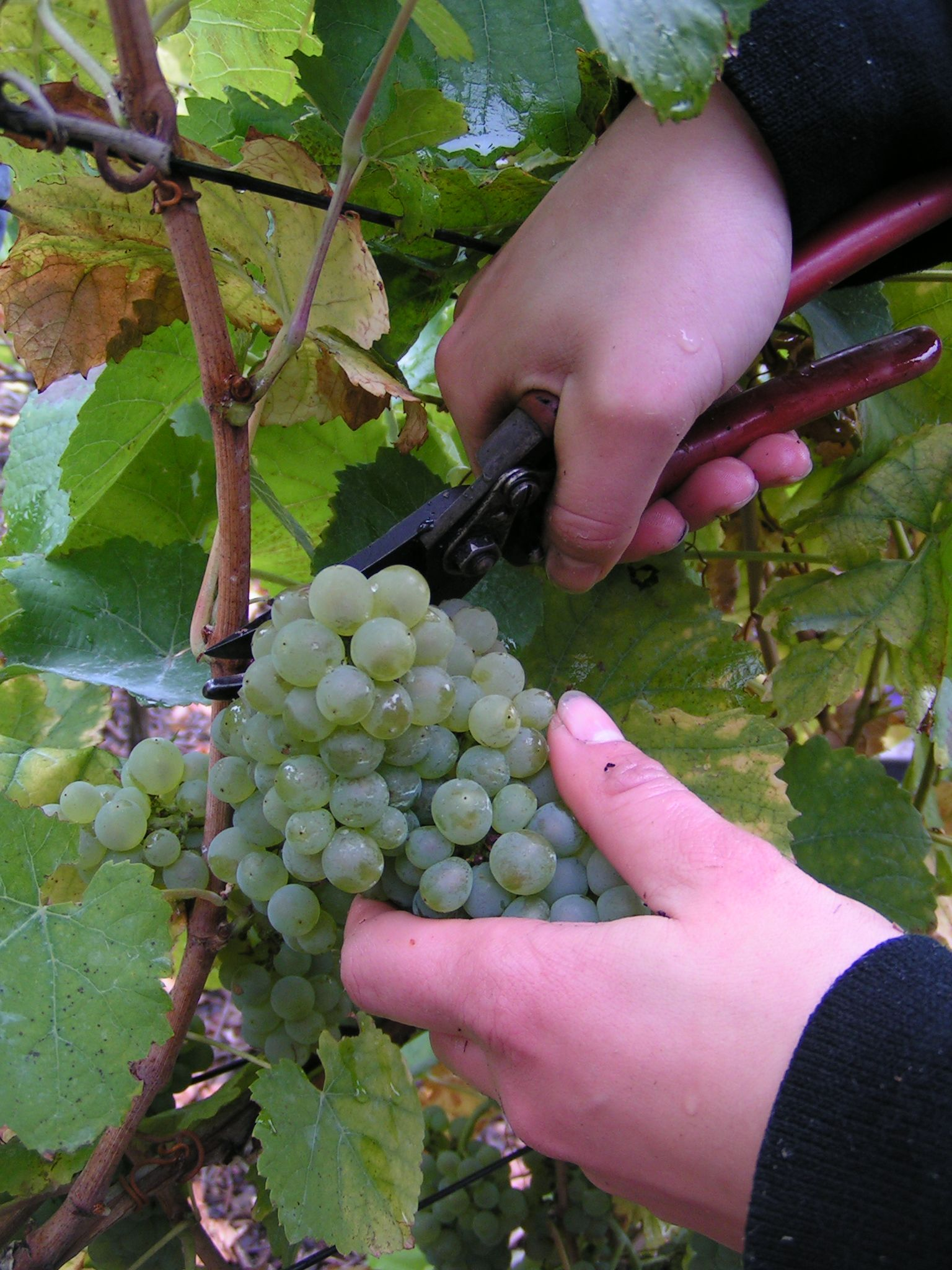
Zbiór winogron

Vintage (z ang. vintage – „winobranie, rocznik”) – określenie wina zrobionego z winogron zebranych w jednym sezonie (roku). W przypadku niektórych kategorii wino rocznikowe jest produkowane tylko w lepszych latach (np. szampan, porto) i wtedy może sugerować lepszą jakość.
Regulacje Unii Europejskiej stanowią, że w przypadku podania na etykiecie rocznika przynajmniej 85% winogron musi być rzeczywiście w nim zebranych.
W przypadku win musujących wino jest wytwarzane najczęściej z kilku roczników (NV, non vintage), by jego styl był powtarzalny. Wymagania wobec win rocznikowych, vintage są wyżej postawione. W gorszych latach w danym regionie producenci nie oferują wina vintage, a jedynie mieszane z kilku roczników.